# Onthophagus cartwrighti
Onthophagus cartwrighti là một loài bọ cánh cứng trong họ Bọ hung (Scarabaeidae).